# Mormia hemedopos
Mormia hemedopos är en tvåvingeart som beskrevs av Quate 1967. Mormia hemedopos ingår i släktet Mormia och familjen fjärilsmyggor. Inga underarter finns listade i Catalogue of Life.